# Todd McCarthy
Todd McCarthy (16 février 1950- ) est un journaliste, critique de cinéma, scénariste et réalisateur américain de documentaires sur le monde du cinéma.
Il a été le rédacteur en chef de Variety, dont il fut licencié en 2010. Il écrit depuis au Hollywood Reporter.

## Filmographie

### Comme scénariste
- 1990 : Hollywood Mavericks (documentaire) de Florence Dauman et Gale Ann Stieber
- 1992 : Visions of light (documentaire) de Arnold Glassman, Todd McCarthy et Stuart Samuels
- 1997 : Howard Hawks: American Artist (TV) de Kevin Macdonald
- 1999 : Forever Hollywood (TV) de Arnold Glassman et Todd McCarthy

### Comme réalisateur
- 1992 : Visions of Light coréalisé avec Arnold Glassman et Stuart Samuels
- 1995 : Claudia Jennings (documentaire)
- 1999 : Forever Hollywood (TV) coréalisé avec Arnold Glassman